# حركة سيادة هاواي
في ولاية هاواي الأمريكية، حركة السيادة الهاوائية (باللغة الهاوائية: ke ea Hawaiʻi) حملةٌ شعبية سياسية وثقافية لجعل هاواي منطقة مستقلة ذاتيًا أو أمة مستقلة أو مملكة بسبب الرغبة بالسيادة وحق تقرير المصير والحكم الذاتي. دعت بعض المجموعات أيضًا إلى شكل من أشكال التعويضات من الولايات المتحدة عن الإطاحة بالملكة ليليوكالاني في عام 1893، وعما وُصف بأنه احتلال عسكري مُطوّل بدءًا من الضم في عام 1898. ترى الحركة كلًا من الضم والإطاحة أمرًا غير قانوني. ضمّت المملكة جُزر بالميرا المرجانية وُجزر ستيوارت في ستينيات القرن التاسع عشر واعتبرتها الحركة تحت احتلال غير قانوني جنبًا إلى جنبٍ مع الجزر الهاوائية. اعترف قرار الاعتذار الذي أصدره الكونغرس الأمريكي في عام 1993 بأن الإطاحة بمملكة هاواي في عام 1893 كانت عملًا غير قانوني. 
عزا مناصرو السيادة المشكلات التي بُليت بها المجتمعات الأصلية بما فيها التشرُد والفقر والتهميش الاقتصادي واضمحلال التقاليد الأصلية إلى الافتقار إلى الحكومة المحلية وحق تقرير المصير السياسي. تابعوا جدول أعمالهم عبر المبادرات التعليمية والإجراءات التشريعية. إلى جانب الاحتجاجات في جميع أرجاء الجُزر، وفي مبنى البرلمان (هونولولو) نفسه إلى جانب الأماكن والمواقع التي اعتُبرت مقدسة في الثقافة الهاوائية، تحدى ناشطو السيادة قوات الولايات المتحدة وقانونها.

## تاريخها

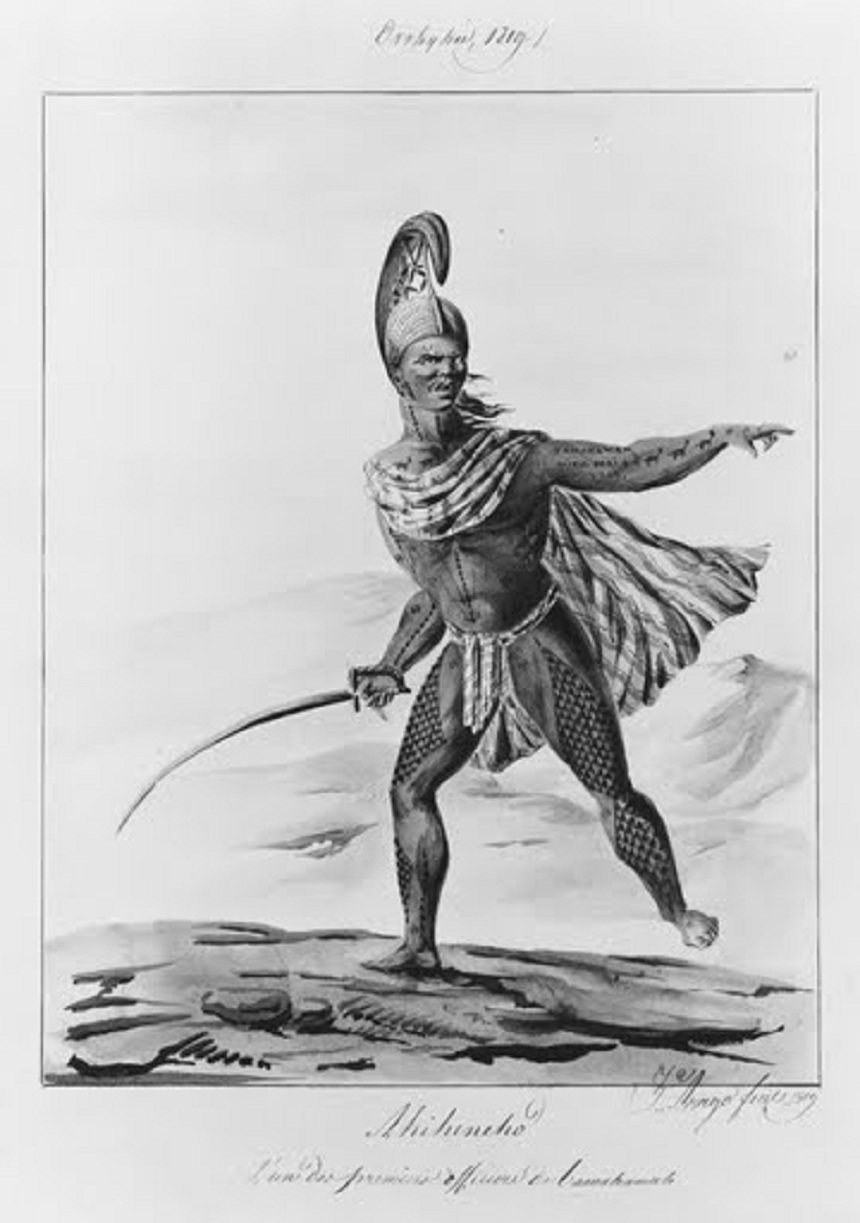
أهينيهو، أحد ضباط كاميهاميها الأوائل

بالتزامن مع غيرها من حركات الناشطين الأصليين في ستينيات وسبعينيات القرن الماضي، ترأست حركة السيادة الهاوائية منظمات ناشطين من سكان هاواي الأصليين وأفراد كانوا نقادًا للقضايا المؤثرة على هاواي المعاصرة، بما فيها تمدين الجزُر وتطويرها التجاري والفساد في برنامج المَواطِن الهاوائية والاستيلاء على المقابر المحلية وغيرها من المساحات المقدسة. في الثمانينات، اكتسبت الحركة زخمًا ثقافيًا وسياسيًا ونمت المقاومة المحلية ردًا على التمدين والحرمان من الحقوق. منحت التشريعات المحلية والفدرالية المجتمعات الأصلية بعض الحماية لكنها لم تفعل خيرًا في كبح النمو التجاري الآخذ بالاتساع.
في عام 1993، اعتذر قرار مشترك للكونغرس عن الإطاحة بالنظام الملكي الهاوائي في عام 1893، وقال إن هذه الإطاحة كانت غير قانونية. في عام 2010، اقتُرح قانون أكاكا، والذي قدم عملية للاعتراف الفدرالي الأمريكي بسكان هاواي الأصليين ومنح أصحاب الإثنية الهاوائية بعض السيطرة على مفاوضات الأرض والموارد الطبيعية. مع ذلك، عارضت مجموعات السيادة القانون بسبب بنوده التي شرعت نقل الأراضي غير القانوني، وانتقده تقرير اللجنة الأمريكية للحقوق المدنية لعام 2006 (والذي عُكس لاحقًا في عام 2018) للتأثير الذي سيأتي به على السكان الهاوائيين غير الإثنيين. وجد استطلاع أجراه معهد غراسروت في عام 2005 أن غالبية السكان الهاوائيين عارضوا قانون أكاكا.

## خلفية
ربما وصل أسلاف الهاوائيين الأصليين إلى الجزُر الهاوائية في نحو عام 350 م، من مناطق أخرى من بولينيزيا. بحلول وقت وصول الكابتن كوك، كانت هاواي تتمتع بثقافة حسنة الرسوخ وتعداد سكاني يُقدر بين 400.000 و 900.000 شخص. بدءًا في عام 1795 وانتهاءً في عام 1810، احتل كاميهاميها الأول الأرخبيلَ بأكمله وشكل مملكة هاواي المتحدة. في مئة السنوات الأولى من الاتصال بالحضارة الغربية، ونتيجة للمرض والحرب، انخفض تعداد سكان هاواي بنسبة تسعين في المئة ليصير 53.900 شخصًا فقط في عام 1876. وصل المبشرون الأمريكيون في عام 1820 وتبوّؤوا سلطانًا ونفوذًا عظيمين. بصرف النظر عن الاعتراف الرسمي للولايات المتحدة وغيرها من القوى العالمية بمملكة هاواي، أُطيح بالمملكة بدءًا من 17 يناير 1893 بانقلاب دبره في الغالب أمريكيون داخل الهيئة التشريعية للمملكة بمساعدة من الجيش الأمريكي.
تقرير بلاونت اسم شائع أُطلق على الجزء من تقرير لجنة العلاقات الخارجية في مجلس النواب الأمريكي لعام 1893 المتعلق بالإطاحة بمملكة هاواي. أعدّ التقرير المفوض الأمريكي جيمس إتش. بلاونت، والذي عينه الرئيس الأمريكي غروفر كليفلاند ليتحرى الأحداث المحيطة بانقلاب عام 1893. يقدم هذا التقرير أول دليل يحدد رسميًا تواطؤ الولايات المتحدة في الإطاحة بحكومة مملكة هاواي. خلُص بلاونت إلى أن وزير الولايات المتحدة في هاواي جون إل. ستيفنز قد قام في الحقيقة بأنشطة مُتحزّبة غير مصرح بها تضمنت إنزال البحرية الأمريكية تحت ذريعة كاذبة أو مبالغ بها لدعم المتآمرين المناهضين للملكيّة؛ وتابع التقرير ليجد أن هذه الفِعال كانت مساعدة على نجاح الثورة وأن الثورة قد أُجريت ضد رغبة غالبية سكان مملكة هاواي و/ أو ملكيّتها. 
في 14 ديسمبر 1893، وصل ألبرت ويليس من دون سابق إخطار إلى هونولولو على متن سفينة يو إس آر سي كوروين، جالبًا معه تنبؤًا بغزو أمريكي بغية استرداد النظام الملكي، ما صار معروفًا بالأسبوع الأسود. كان ويليس خليفة جيمس بلاونت في منصب وزير الولايات المتحدة إلى هاواي. بوجود هستيريا الهجوم العسكري، رتّب غزوًا وهميًا بسفينتي يو إس إس أدامز ويو إس إس فيلاديلفيا، موجهًا أسلحتها باتجاع العاصمة. أمر أيضًا الأميرال جون إروين بتنظيم عملية إنزال باستخدام الجنود الموجودين على السفينتين الأمريكيتين، وانضمت إليه سفينة نانيوا اليابانية وإتش إم إس تشامبيون البريطانية. في 11 يناير 1894، كشف ويليس أن الغزو خدعة.   بعد وصول سفينة كوروين، كانت الحكومة المؤقتة في هاواي ومواطنوها جاهزون لاستلال الأسلحة إذا لزم الأمر، لكن شاع اعتقاد أن تهديد ويليس بالعنف كان مخادعًا.  

في 16 ديسمبر، مُنح الوزير البريطاني إلى هاواي الإذن بإنزال جنود البحرية من سفينة إتش إم إس تشامبيون لحماية المصالح البريطانية، فتوقع قبطان السفينة أن جيش الولايات المتحدة سيسترد الملكة والحاكم المطلق (ليليوكالاناي). في اجتماع مع ويليس في نوفمبر من عام 1893، أشارت ليليوكالاني أنها أرادت عقاب الثوريين ومصادرة أملاكهم، بصرف النصر عن رغبة ويليس بأن تصفح عن أعدائها. في اجتماع مع قادة الحكومة المؤقتة في 19 ديسمبر 1893، قدم ويليس رسالة مكتوبة من ليليوكالاني، وافقت فيها على الصفح عن الثوريين إذا ما أُعيدت ملكة. خلال المؤتمر، أخبر ويليس الحكومة المؤقتة بأن تستسلم لليليوكالاني وتسمح لهاواي بالعودة إلى حالها السابق، لكن قائد الحكومة المؤقتة، الرئيس سانفورد دول، رفض الامتثال لمطالبه، زاعمًا أنه لم يكن خاضعًا لسلطة الولايات المتحدة.

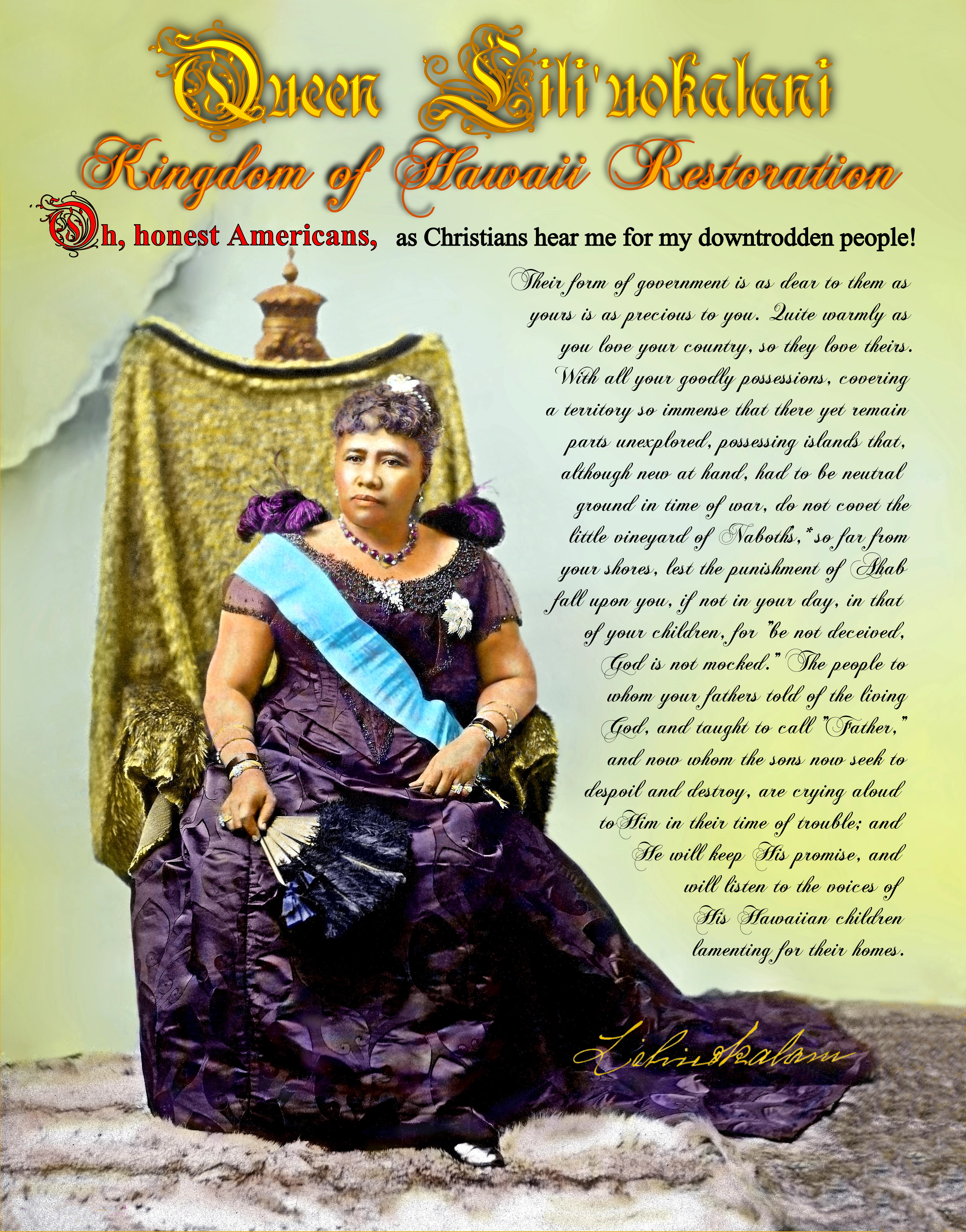
يحتفل سكان هاواي الأصليون والنشطاء والمؤيدون بذكرى 17 يناير سنويًا.]]1
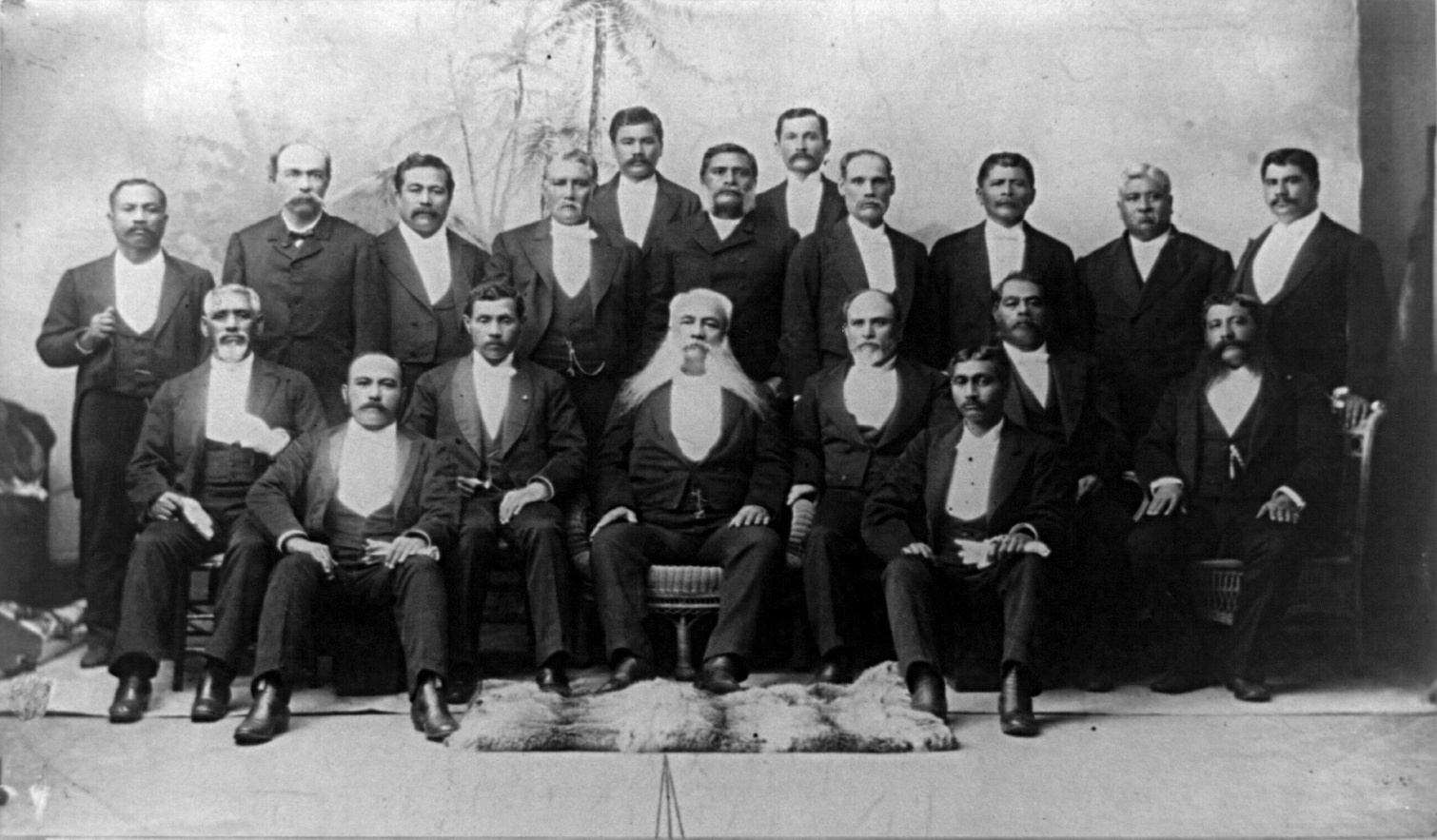
تضمنت معارضة الإطاحة والضم هوي ألوها شينا أو رابطة هاواي الوطنية.